# Villa Jovis

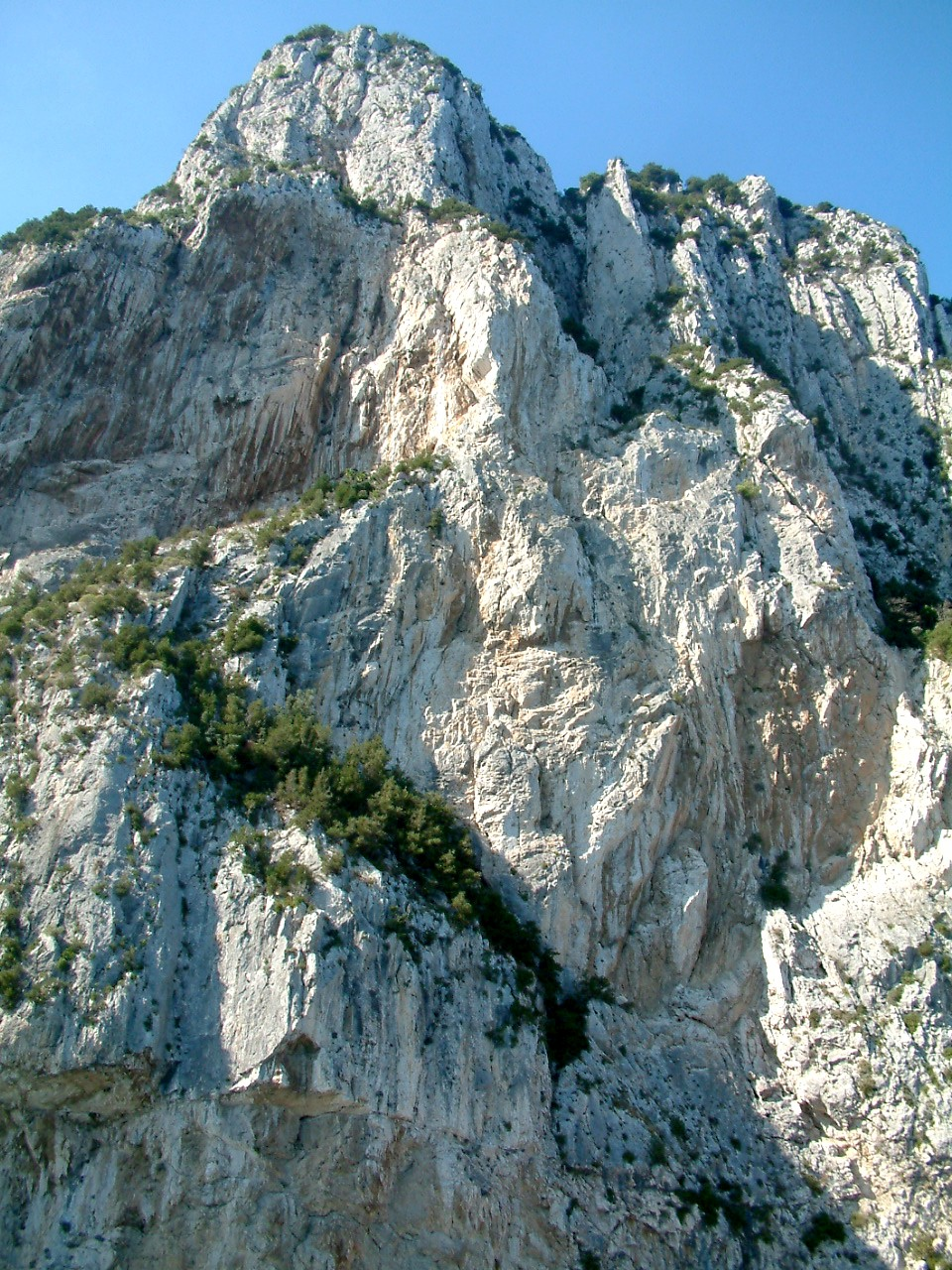
Monte Tiberio

Willa Jovis – jedna z dwunastu willi cesarza Tyberiusza zbudowanych na Capri. Została usytuowana na szczycie Monte Tiberio, który wznosi się na wysokość 354 m n.p.m. Sądząc po zachowanych ruinach, była najbogatszą i najprawdopodobniej główną siedzibą cesarza na wyspie. Pod jej centralną częścią umieszczono cztery ogromne zbiorniki na wodę, przykryte sklepieniem kolebkowym. Z uwagi na oddalenie od źródeł i wysokość położenia willi bardzo ważne było zbieranie i gromadzenie wszystkich opadów deszczu. Woda była niezbędna do prawidłowego funkcjonowania wszystkich tradycyjnych elementów zabudowy (term, fontann i nawadniania ogrodów).
Pomieszczenia przeznaczone dla cesarza umieszczono w części wschodniej i północnej. Sala tronowa łączyła się korytarzem z pomieszczeniami prywatnymi, z których widoczna była Zatoka Neapolitańska. Z sali, w której odbywały się uczty, niewielki korytarz prowadzi do urwiska zwanego Salto di Tiberio (z boku zbocza od strony morza widoczny jest w zboczu góry duży otwór), podobno cesarz pozbywał się swoich wrogów, zrzucając ich z tego miejsca do morza.
Termy zostały zlokalizowane w południowej części zabudowy. Mimo niewielkiego obszaru umieszczono tam wszystkie pomieszczenia spełniające typowe dla rzymskich term funkcje. Znalazły się tu szatnie, pomieszczenie dla zimnej (frigidarium) i ciepłej (caldarium) kąpieli, pokój służący do odpoczynku (tepidarium), piec do ogrzewania wody oraz system kanałów rozprowadzających ciepło (hypocaustum).
Obecnie na terenie prywatnych apartamentów cesarskich znajduje się zbudowany w XVIII wieku kościółek Santa Maria del Soccorso.